# Campylocentrum cornejoi
Campylocentrum cornejoi  é uma espécie de orquídea, família Orchidaceae, que existe no Equador. Trata-se de planta epífita, monopodial, com caule alongado, cujas inflorescências brotam do nódulo do caule oposto à base da folha. As flores têm sépalas e pétalas livres, e nectário na parte de trás do labelo. Pertence à secção de espécies de Campylocentrum com folhas planas, inflorescências do mesmo comprimento das folhas, e nectário curto.

## Publicação e histórico
- Campylocentrum cornejoi Dodson, Orquideologia 22: 192 (2003).

Conforme informações fornecidas pela ilustração da descrição desta espécie, a partir de espécime coletado em El Oro, no Equador, trata-se de planta cuja morfologia vegetativa lembra o Campylocentrum schiedei. As flores são alongadas com segmentos de extremidades arredondadas, labelo marcadamente trilobulado; e nectário bulboso e curto, fazendo ângulo descendente de noventa graus com o labelo. A inflorescência é aproximadamente do mesmo comprimento das folhas. Estas, de extremidades bilobuladas, desiguais e acuminadas.